# Komedia ludzka (film)

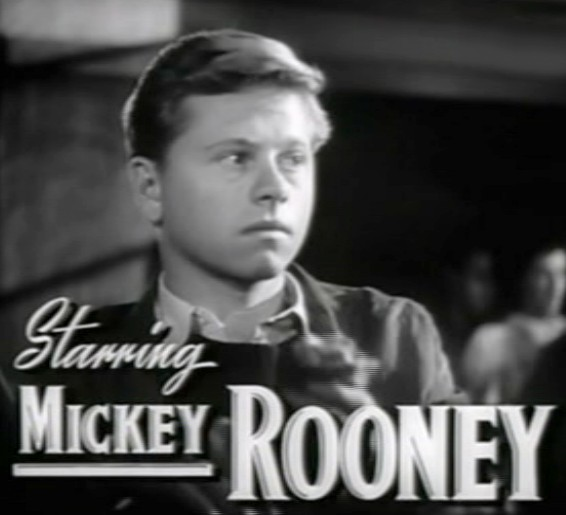
Mickey Rooney w filmie

Komedia ludzka (ang. The Human Comedy) – amerykański film z 1943 roku w reżyserii Clarence’a Browna.

## Obsada
- Mickey Rooney jako Homer Macauley
- Frank Morgan jako Willie Grogan
- James Craig jako Tom Spangler
- Marsha Hunt jako Diana Steed
- Fay Bainter jako pani Macauley
- Ray Collins jako pan Macauley
- Van Johnson jako Marcus Macauley
- Donna Reed jako Bess Macauley
- Jackie Jenkins jako Ulysses Macauley
- Dorothy Morris jako Mary Arena
- John Craven jako Tobey George
- Ann Ayars jako pani Sandoval
- Mary Nash jako panna Hicks
- Henry O'Neill jako Charles Steed
- Katharine Alexander jako pani Steed
- Alan Baxter jako Brad Stickman
- Darryl Hickman jako Lionel
- Barry Nelson jako gruby
- Rita Quigley jako Helen Elliot
- Clem Bevans jako Henderson
- Adeline De Walt Reynolds jako bibliotekarka

## Nagrody i nominacje
| Nazwa nagrody | Wygrane                                                            | Nominacje |
| ------------- | ------------------------------------------------------------------ | --- |
| Oscar         | 1944 Najlepsze oryginalne materiały do scenariusza William Saroyan | 1944 Najlepszy film wytwórnia Metro-Goldwyn-Mayer Najlepszy aktor pierwszoplanowy Mickey Rooney Najlepszy reżyser Clarence Brown Najlepsze zdjęcia - filmy czarno-białe Harry Stradling |